# فيلموس إيمري
فيلموس ايمري هو مدرب كرة يد مجري، ولد في 27 مارس 1968.